# 勒莫因 (內布拉斯加州)
勒莫因（英語：Lemoyne）是位於美國內布拉斯加州基斯縣的普查規定居民點。

## 歷史
勒莫因的郵局自1906年營運至今。

## 人口
根據2020年美國人口普查的數據，勒莫因的面積為1.32平方千米，皆為陸地。當地共有人口44人，而人口密度為每平方千米33.33人。